# MIAT Mongolian Airlines
MIAT Mongolian Airlines er Mongoliets nationale flyselskab. Selskabet blev grundlagt i 1956, er statsejet og har hovedbase ved Chinggis Khaan International Airport. Det flyver primært til destinationer i Asien og Europa.